# Xã Hamilton, Quận Harrison, Missouri
Xã Hamilton (tiếng Anh: Hamilton Township) là một xã thuộc quận Harrison, tiểu bang Missouri, Hoa Kỳ. Năm 2010, dân số của xã này là 137 người.